# Five Nights at Freddy's: Help Wanted
Five Nights at Freddy's: Help Wanted là một trò chơi video kinh dị sinh tồn thực tế ảo ra đời vào năm 2019 được phát triển bởi Steel Wool Studios và được xuất bản bởi Lionsgate Games và ScottGames trên Microsoft Windows, PlayStation 4, Xbox One, Nintendo Switch, iOS và Android. Trò chơi là phần thứ tám trong sê-ri Five Nights at Freddy's, sau Ultimate Custom Night (2018)
Với gameplay từ góc nhìn thứ nhất và tập trung vào một loạt các minigame dựa trên các phần game chính trước đó của sê-ri, người chơi phải sống sót khỏi cuộc tấn công của các con Animatronic khác nhau mỗi màn. Trong phần game này, một công ty giải trí hư cấu Fazbear Entertainment đã thuê một nhà phát triển các tựa game indie vô danh để tạo ra một loạt trò chơi điện tử dựa trên các sự kiện của bảy phần game Five Nights at Freddy's trước đó, trước khi cắt đứt quan hệ với anh ta, và đưa ra một trò chơi thực tế ảo nhằm làm sáng tỏ các tin đồn và thuyết phục người chơi rằng những sự kiện đó hoàn toàn là hư cấu.
Five Nights at Freddy's: Help Wanted được phát triển bởi Steel Wool Studios, bắt đầu sản xuất vào năm 2018 và mất chưa đầy một năm. Thiết kế trò chơi lấy cảm hứng từ lịch sử của Five Nights at Freddy's trên tất cả các phương tiện truyền thông nhưng Scott Cawthon và Steel Wool Studios muốn viết lên một câu chuyện ban đầu không liên kết với các phần game chính hiện có, nên đã tạo ra hai phần game độc lập là Five Nights at Freddy's: Special Delivery và Five Nights at Freddy's: Security Breach.
Được công bố lần đầu vào tháng 8 năm 2018, trò chơi được phát hành vào ngày 28 tháng 5 năm 2019. Phiên bản không phải VR của trò chơi đã được phát hành cho Microsoft Windows và PlayStation 4 vào ngày 17 tháng 12 năm 2019. Một phiên bản Nintendo Switch được phát hành vào ngày 21 tháng 5 năm 2020, cũng vào năm này, một phiên bản trên Oculus Quest được phát hành vào ngày 16 tháng 7 năm 2020, đồng thời, một phiên bản trên Android được phát hành vào ngày 26 tháng 10 năm 2020 và game cũng được phát hành trên iOS vào ngày hôm sau. Phiên bản trên Xbox One sau đó đã được phát hành ba ngày sau đó. Trò chơi nhận được đánh giá tích cực từ các nhà phê bình, những người khen ngợi nó về nội dung, hiệu suất giọng nói và nhạc nền. Five Nights at Freddy's: Help Wanted Là một trong những trò chơi thực tế ảo bán chạy nhất trên Steam. Phần DLC của trò chơi, Dreadbear, được phát hành vào ngày 23 tháng 10 năm 2019. Phần game tiếp theo, không liên quan đến cốt truyện và là phiên bản độc lập, Five Nights at Freddy's: Special Delivery, được phát hành vào ngày 25 tháng 11 năm 2019 trên Android và iOS.

## Gameplay
Trò chơi bao gồm bốn mươi minigames, có thể được truy cập từ menu của trò chơi. Nhiều minigames trong số này tái hiện lại cơ chế của các trò chơi trước đó trong loạt trò chơi, với các điều khiển của chúng được điều chỉnh để phù hợp hơn với môi trường ảo 3D. Các minigame được sắp xếp theo độ khó tăng dần. Trong các minigames, nếu thua cuộc, người chơi sẽ nhận một cú jumpscare.
Trong trò chơi, có tổng cộng năm minigames được lấy cảm hứng từ phần game gốc Five Nights at Freddy's. Nằm trong văn phòng của một nhân viên bảo vệ, người chơi phải sống sót qua một ca trực đêm bằng cách tiết kiệm năng lượng và tránh các cuộc tấn công từ bốn con Animatronics, có thể được quan sát qua camera an ninh. Tất cả hình ảnh của trò chơi đều được cập nhật từ kết xuất 2D sang mô hình 3D và tất cả các nút và điều khiển được bố trí xung quanh văn phòng 3D để người chơi tương tác thực tế. Ví dụ: nguồn cấp dữ liệu camera, trước đây đã che khuất toàn bộ màn hình của người chơi, được hiển thị trên màn hình trên bàn của người chơi. Five Nights at Freddy's 2 và Five Nights at Freddy's 3 được điều chỉnh theo cách tương tự, với hình ảnh cập nhật và giao diện người dùng cụ thể.
Five Nights at Freddy's 4 truyền cảm hứng cho sáu minigame trong trò chơi. Các minigame của Night Terrors phỏng theo lối chơi của Five Nights at Freddy's 4, trong đó người chơi phải ngăn không cho các Nightmare Animatronics xâm nhập vào phòng ngủ của họ bằng cách mở và đóng cửa. Một số minigame cho phép người chơi di chuyển bằng cách "dịch chuyển" đến các vị trí khác nhau, đây là một phương pháp "di chuyển" phổ biến của VR. Màn đầu tiên có Funtime Freddy, màn thứ hai có Nightmarionne, màn thứ ba có Circus Baby và màn thứ tư có Nightmare Fredbear. Minigame "Fun with Plushtrap" và "Fun with Balloon Boy" được chuyển thể thành minigame Dark Rooms, trong đó người chơi phải sử dụng đèn pin để xác định vị trí của những con animatronic xung quanh các khu vực không có ánh sáng.
Chín minigames trong trò chơi lấy cảm hứng từ Five Nights at Freddy's: Sister Location. Minigame The Parts & Service yêu cầu người chơi thực hiện bảo trì các con Animatronics bằng cách mở các phụ tùng và hoán đổi các bộ phận xung quanh cơ thể của chúng. Minigame Vent Repair diễn ra trong một khu bảo trì, trong đó người chơi phải giải các câu đố bằng cách lật đòn bẩy và nhấn các nút trong khi đẩy lùi con Animatronic bằng đèn pha. Phần game One Dark Rooms cũng được chuyển thể từ Sister Location.
Các đồng xu bí ẩn và băng cát-xét được giấu trong các minigame khác nhau. Thu thập tiền xu sẽ mở khóa các món đồ chơi ảo có thể chơi được tại Prize Counter, trong khi thu thập băng sẽ mở khóa nhật ký âm thanh.